# Nymula enimanga
Nymula enimanga är en fjärilsart som beskrevs av Adalbert Seitz 1917. Nymula enimanga ingår i släktet Nymula och familjen Riodinidae. Inga underarter finns listade i Catalogue of Life.